# عبدالوهاب نظری
عبدالوهاب نظری (زاده ۱۳۶۳، گراش - درگذشته ۱۵ دی ۱۳۹۷،بندرعباس) نویسنده و داستان‌نویس ایرانی بود. او در سال ۱۳۸۵ داستان‌نویسی را شروع کرد و با برگزیدگی در جایزه داستان «چی‌چی‌کا» در جامعه ادبی هرمزگان شناخته شد.

## آثار
از این نویسنده دو مجموعه داستان با نام‌های «خسته‌ام، فقط همین» و «بالش ابری» منتشر شده‌است. همچنین یادداشت‌های او با عنوان «ویلچرنوشت» در فضای مجازی منتشر می‌شد.
داستان‌های او اغلب بسیار کوتاه با نثری اغلب ساده، روان و خوش‌خوان است. از ویژگی‌های داستان‌های این نویسنده می‌توان به طنز سیاهی که در روایت‌ها به کار می‌گیرد اشاره کرد. مانند طنز سیاهی که از مناسبات اجتماعی در داستان «کابوس» به تصویر می‌کشد.

## زندگی شخصی
پدر او اهل گراش و مادر او اهل لار در استان فارس بودند. نظری دورهٔ تحصیل خود را در گراش آغاز کرد و دربندرعباس، هرمزگان به پایان رساند و سپس برای تحصیل در رشتهٔ روانشناسی وارد دانشگاه شد. این نویسنده پس از دورهٔ مریضی که از دوم راهنمایی به آن دچار شد قسمت عمدهٔ بدنش از کار افتاد و سعی کرد با دست چپش ادامه تحصیل دهد و تا مقطع لیسانس روانشناسی پیش برود.
نوشته‌های «ویلچرنوشت» او، حاصل تجربه‌های شخصی نویسنده است در مواجهه با اتفاقاتی که یک معلول نخاعی با آن مواجه می‌شود.

## مرگ
نظری پس از گذراندن یک دوره سرطان، در ۱۵ دی ۱۳۹۷ در بیمارستان محمدی بندرعباس درگذشت.